# Orto botanico di Puerto de la Cruz
L'Orto botanico di Puerto de La Cruz, ufficialmente noto come Jardín de Aclimatación de La Orotava, è un orto botanico situato nel territorio di Puerto de la Cruz, nell'isola di Tenerife, ove è comunemente noto come El Botánico.
Il nome ufficiale Jardín de Aclimatación de La Orotava è dovuto al fatto che all'epoca della sua fondazione (1788), il territorio di Puerto de la Cruz ricadeva nella municipalità di La Orotava, ed era noto come Puerto de La Orotava.

## Storia
Il Jardín de Aclimatación fu creato per ordine del re Carlo III il 17 agosto del 1788, ed è pertanto il secondo orto botanico della Spagna, dopo il Real Jardín Botánico de Madrid fondato nel 1755.
L'orto doveva essere inizialmente una stazione di acclimatamento di specie tropicali e subtropicali da trasferire successivamente nei giardini reali di Madrid e Aranjuez.
La realizzazione del progetto fu affidata nel 1790 all'architetto lagunero Diego Nicolás Eduardo (1733-1798), e nel 1792 furono messe a dimora le prime piante.
Primo direttore dell'orto fu Alonso de Nava y Grimón (1757-1832), sotto la cui guida avvenne il consolidamento e lo sviluppo delle prime collezioni. 
Il naturalista francese André Pierre Ledru (1761-1825), che visitó l'isola di Tenerife verso la fine del secolo XVIII, fu incaricato di realizzare il primo catalogo delle specie coltivate nell'orto, curandone l'ordinamento sistematico in base alla classificazione linneana del 1753.
Dal 1983 l'orto è sotto la giurisdizione della comunità autonoma delle Canarie che ne ha affidato la gestione all'Instituto Canario de Investigaciones Agrarias (ICIA).
Nel 2017 l'orto ha una superficie di 20.000 m² ed è in corso di realizzazione un progetto che prevede un ampliamento sino a 40.000 m².

## Attività scientifica
L'orto custodisce un erbario della flora canaria che raccoglie oltre 37.000 campioni, e partecipa a scambi di germoplasma a livello internazionale; promuove inoltre programmi di ricerca sulla flora canaria e di conservazione degli endemismi locali.

## Collezioni
L'orto possiede notevoli collezioni di piante tropicali e subtropicali, sia d'importanza economica che ornamentali, in particolare palme, bromeliacee, cicadacee, aracee e moracee.
Arecaceae

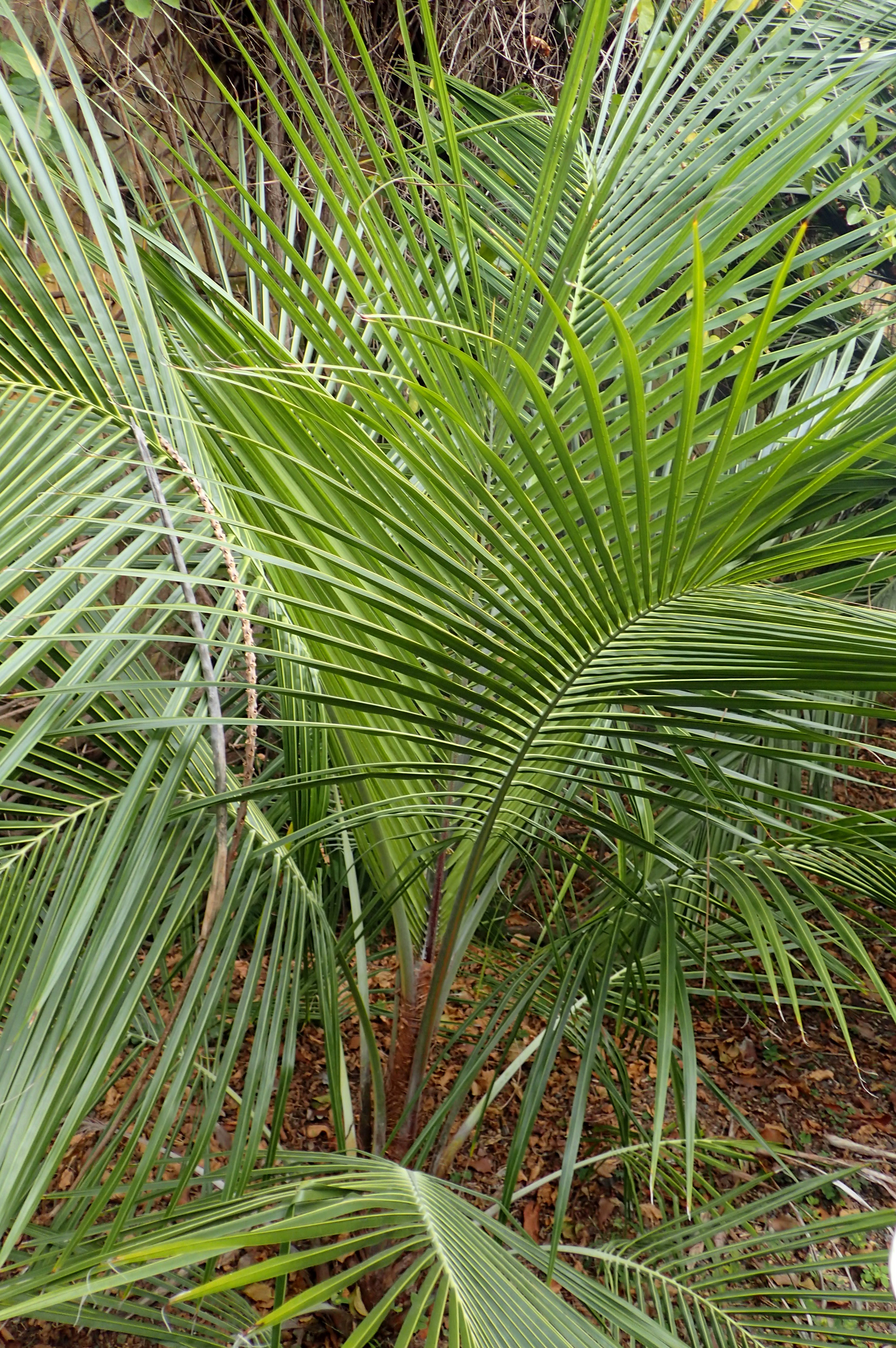
Beccariophoenix madagascariensis
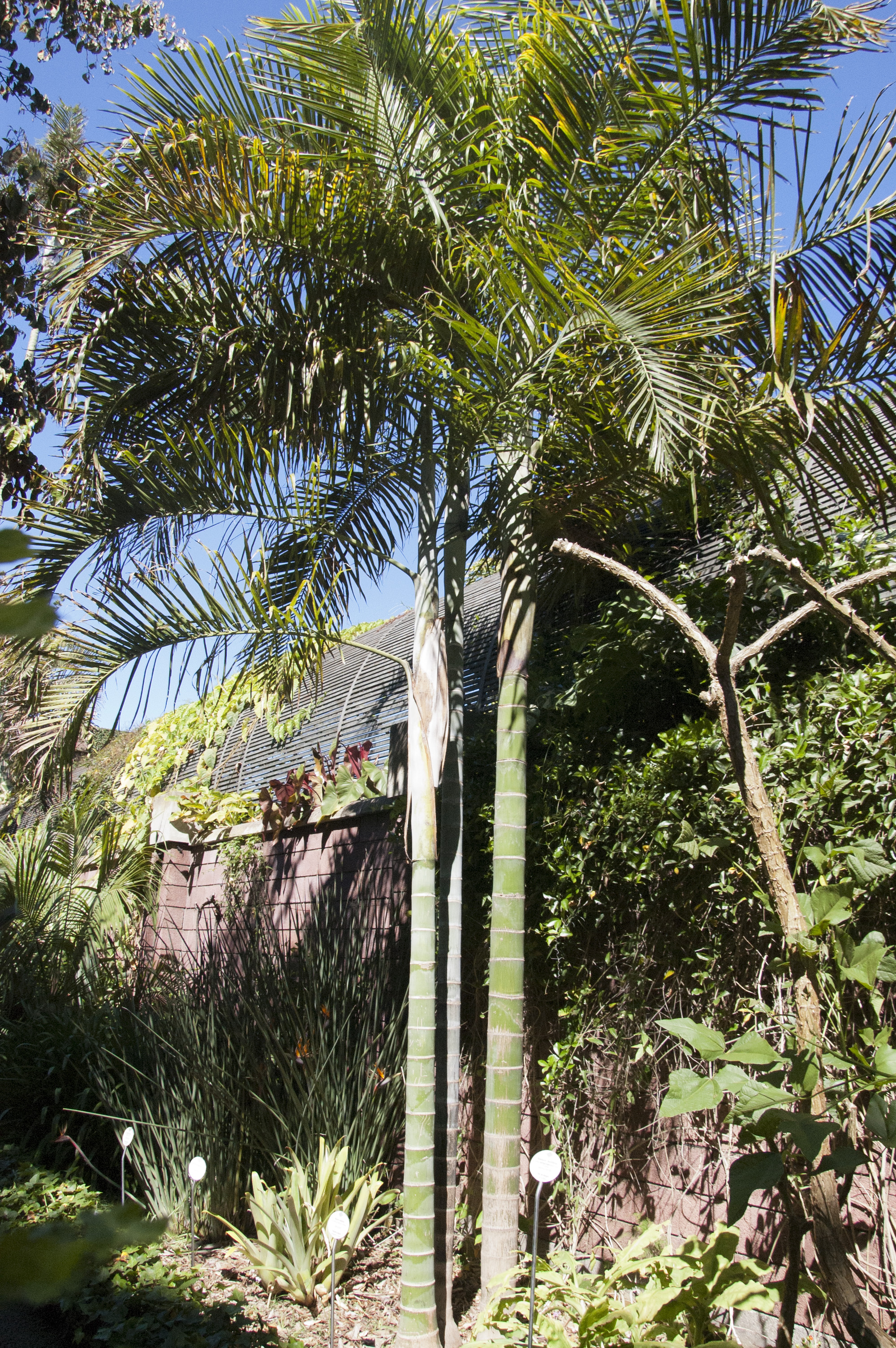
Dypsis cabadae
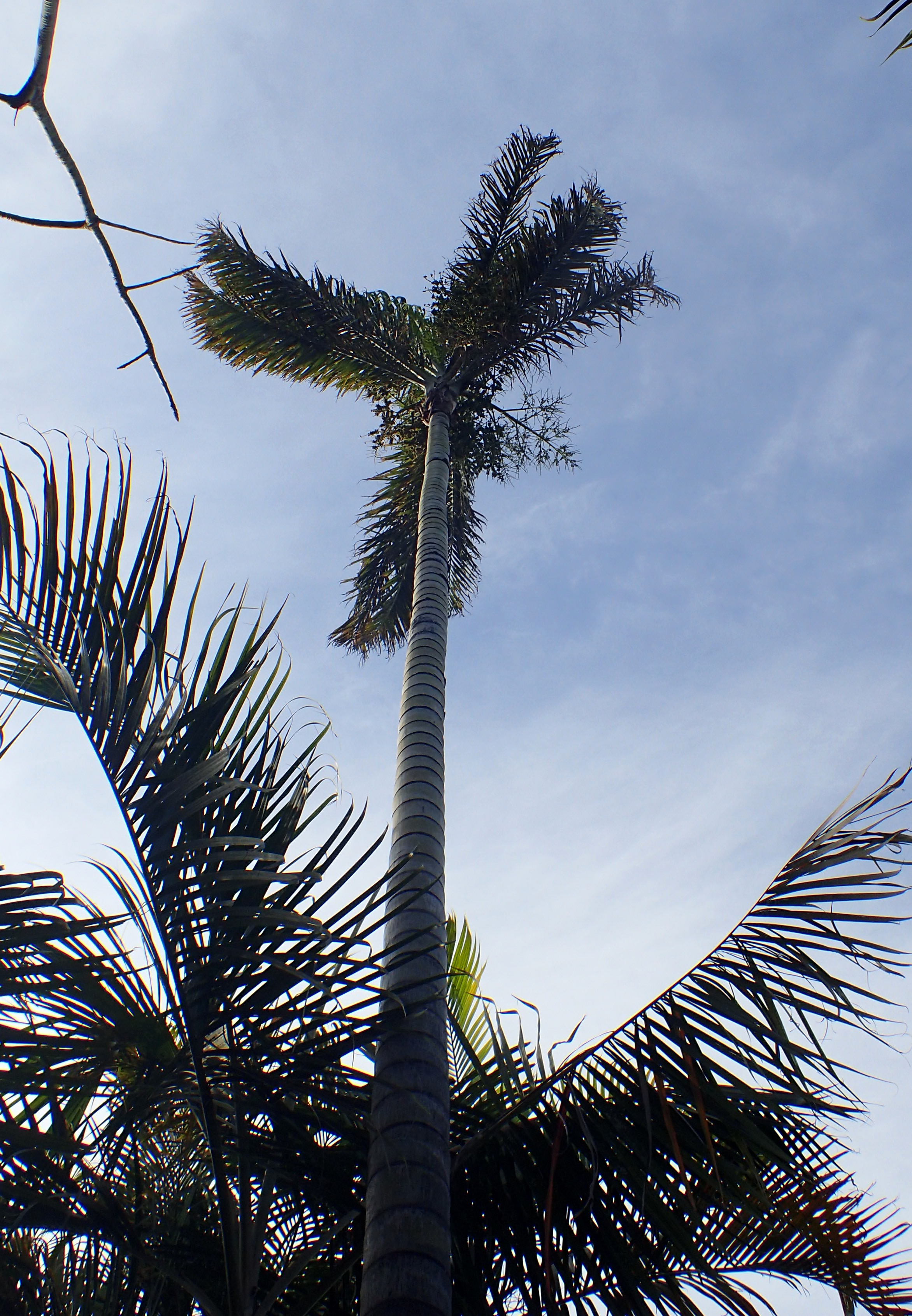
Dypsis madagascariensis
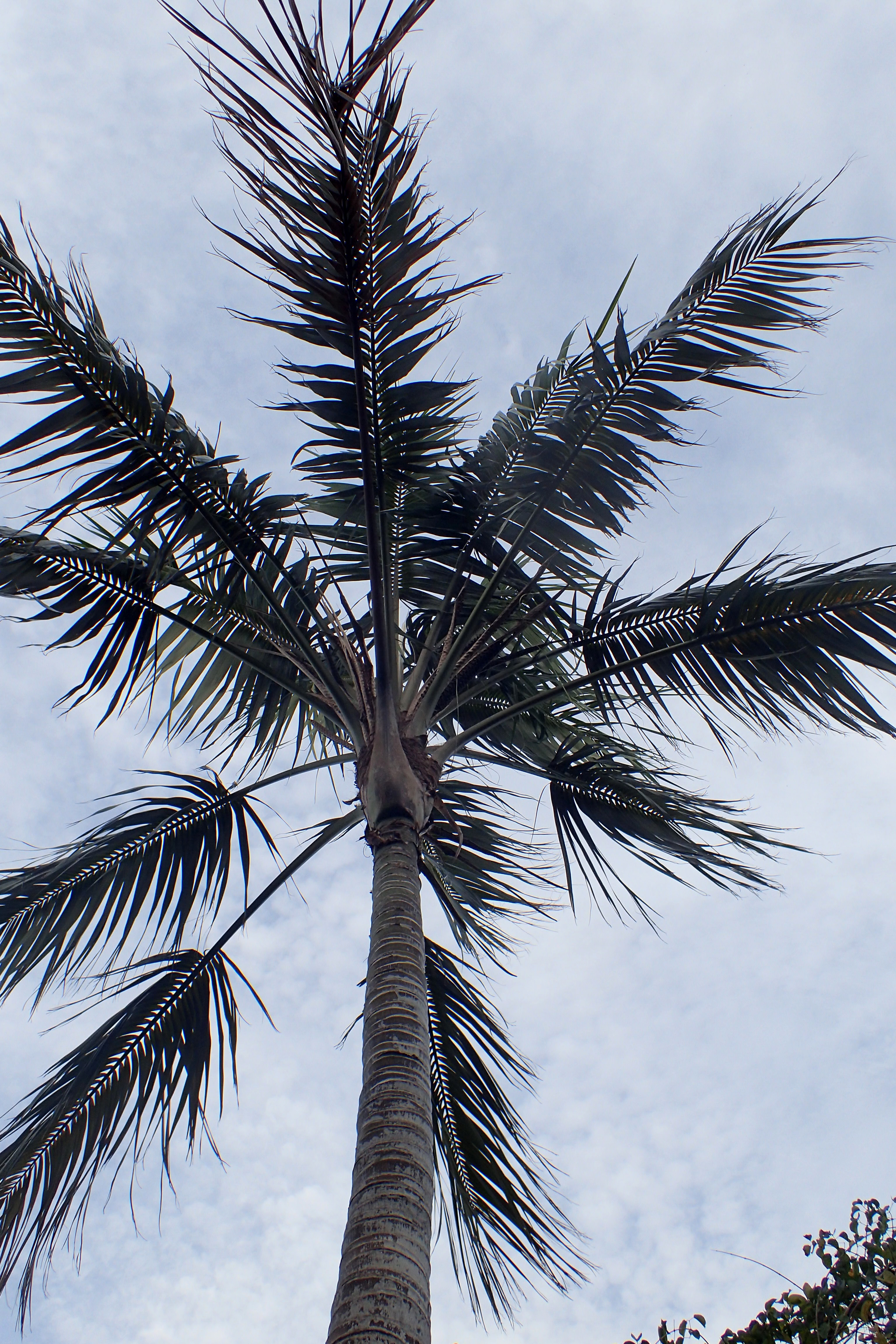
Howea forsteriana
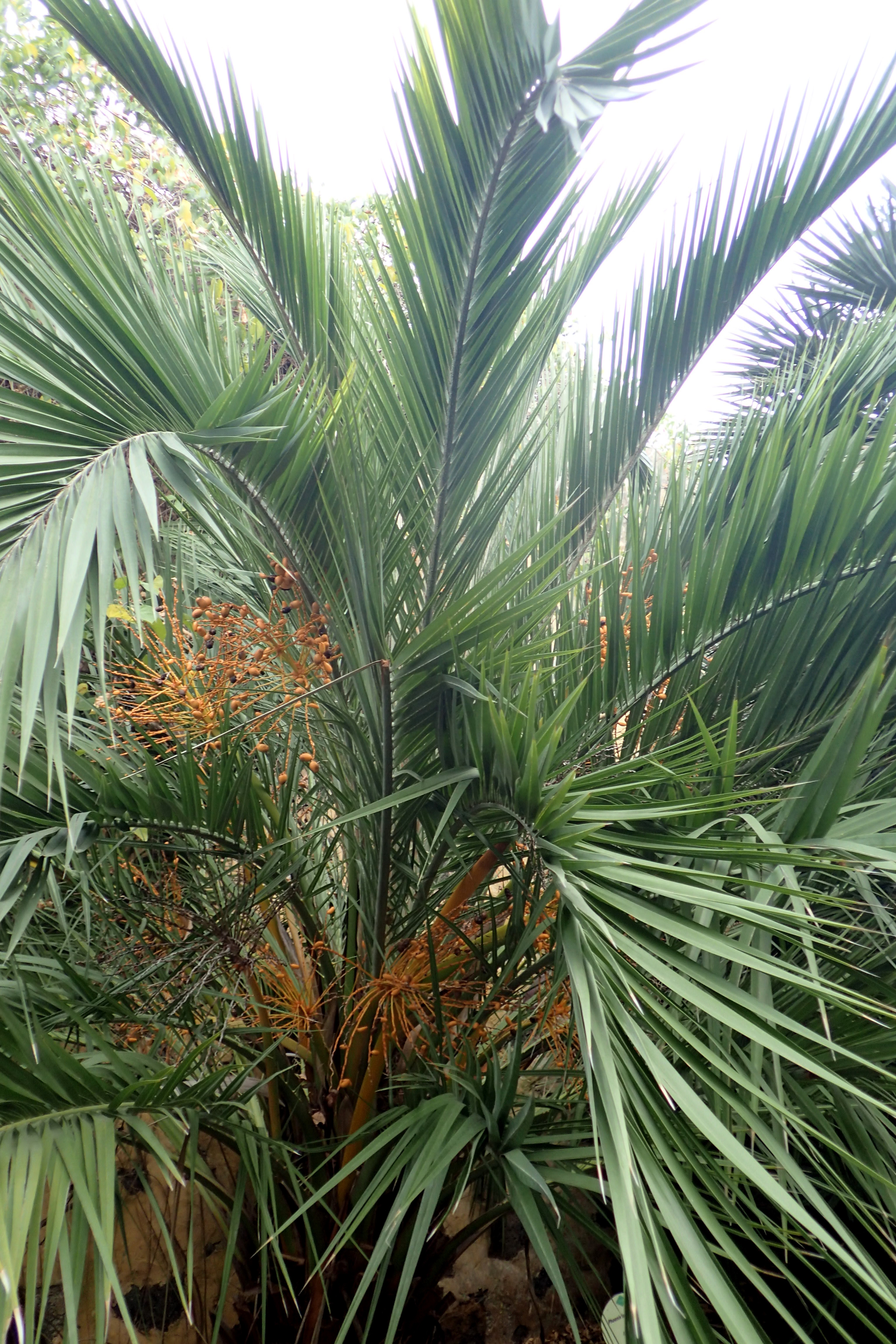
Phoenix loureiroi

Bromeliaceae

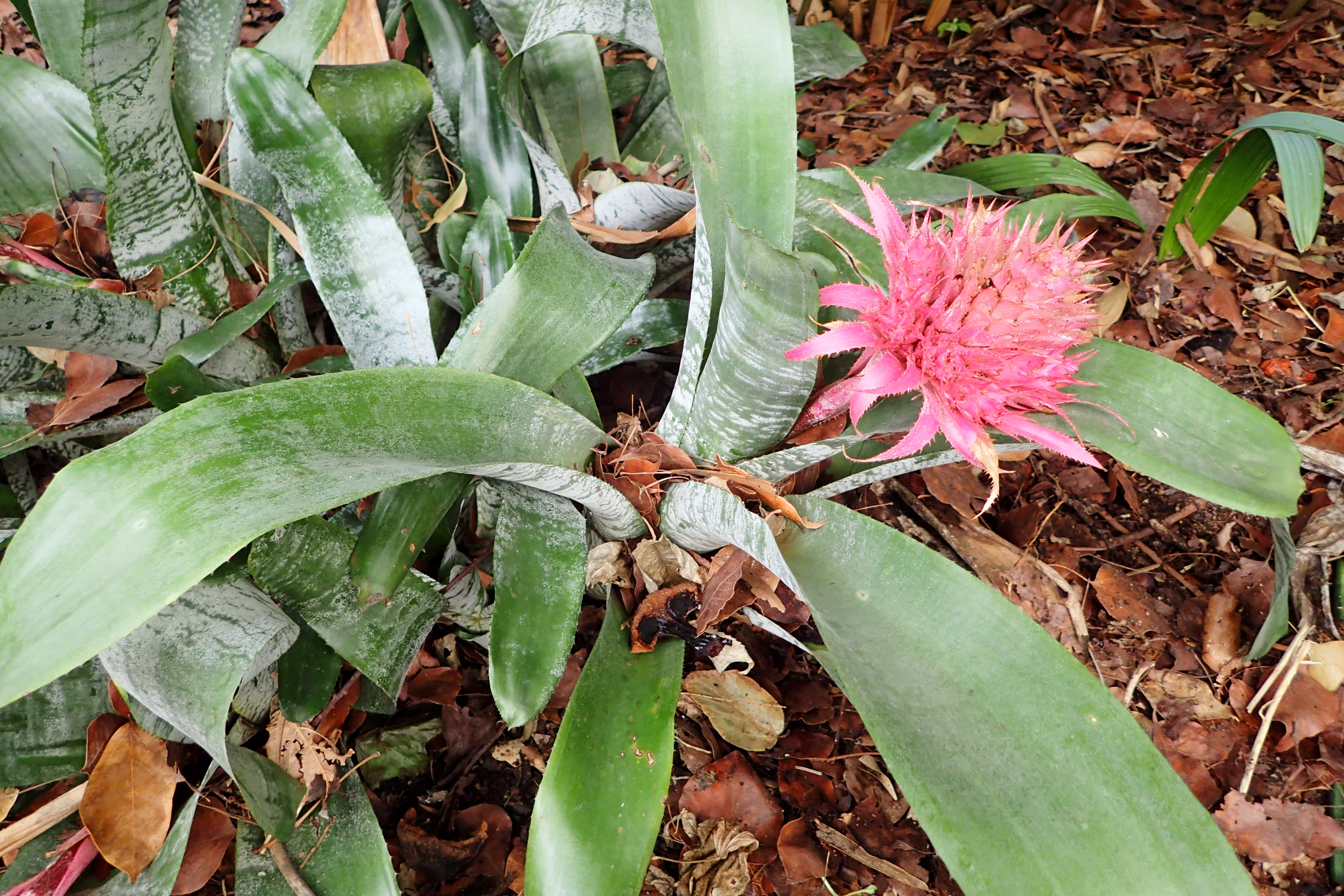
Aechmea fasciata
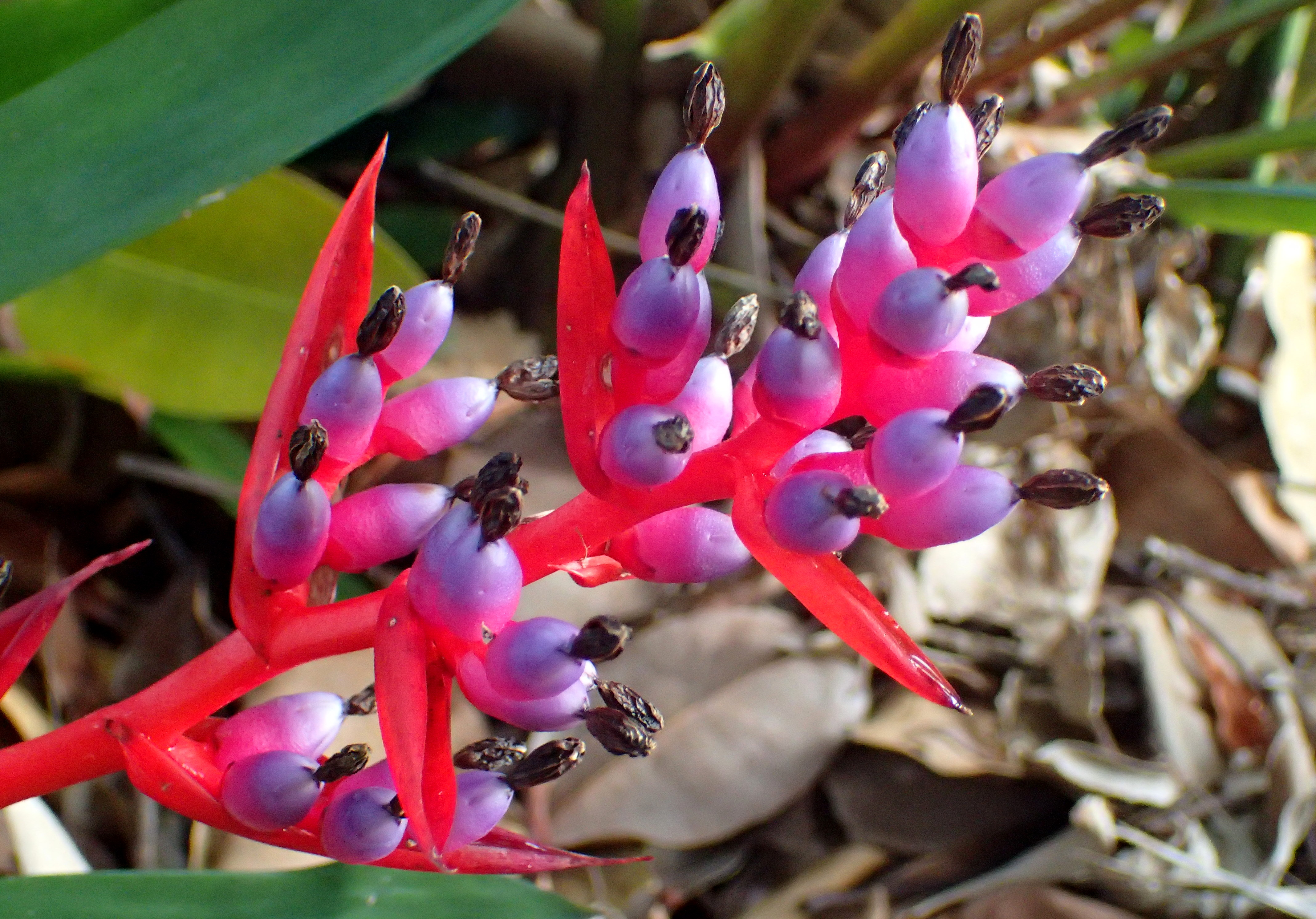
Aechmea weilbachii
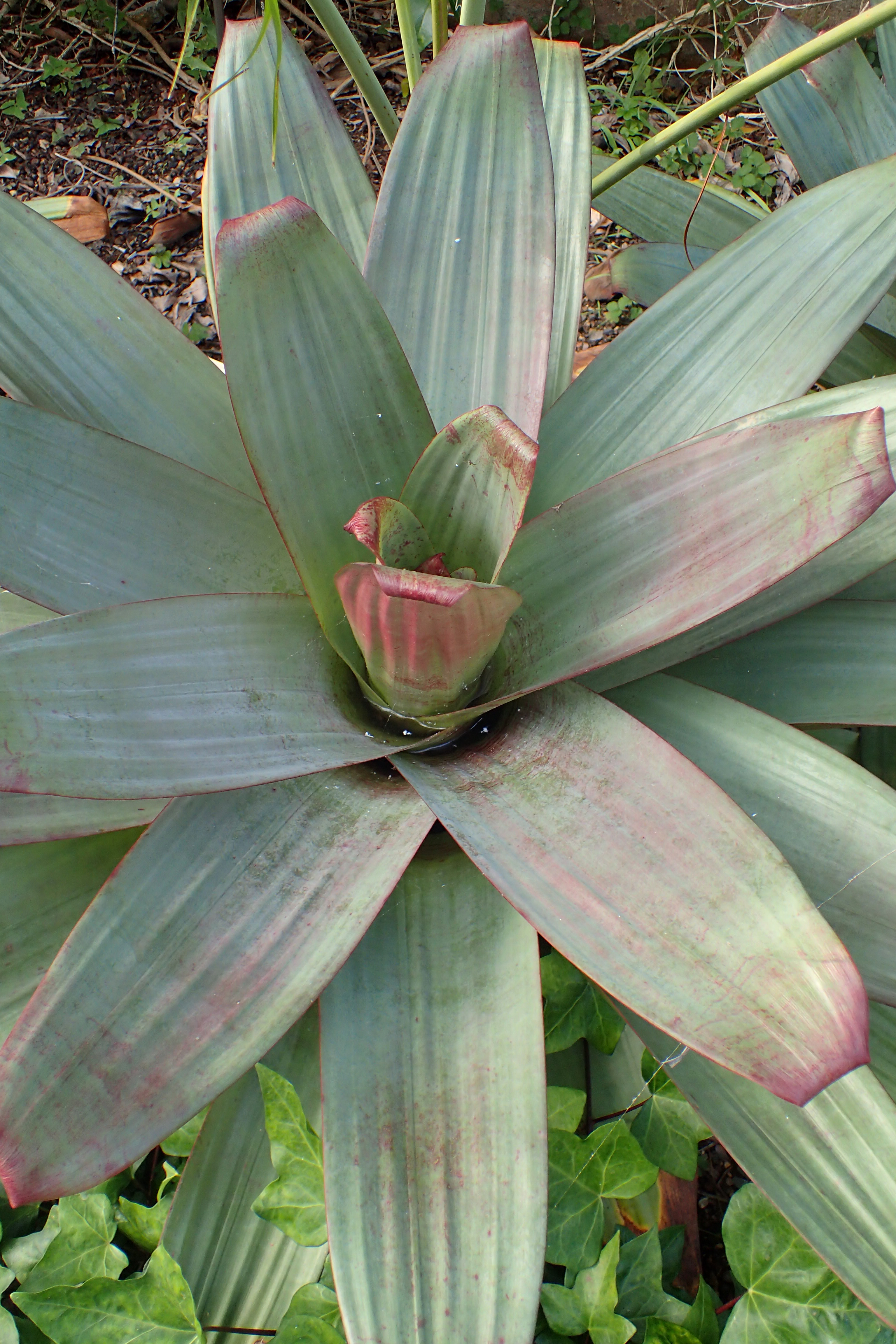
Alcantarea imperialis
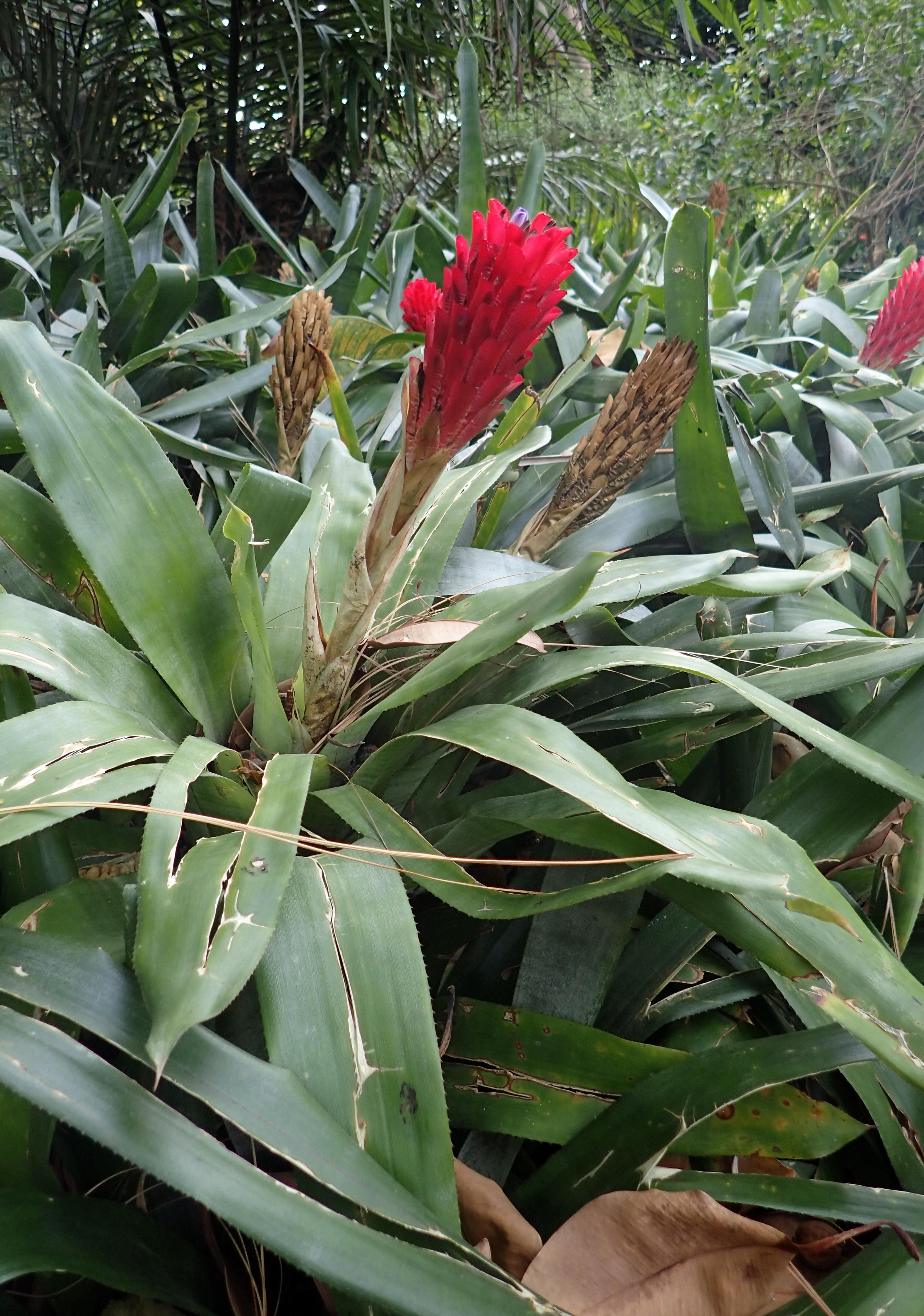
Quesnelia quesneliana
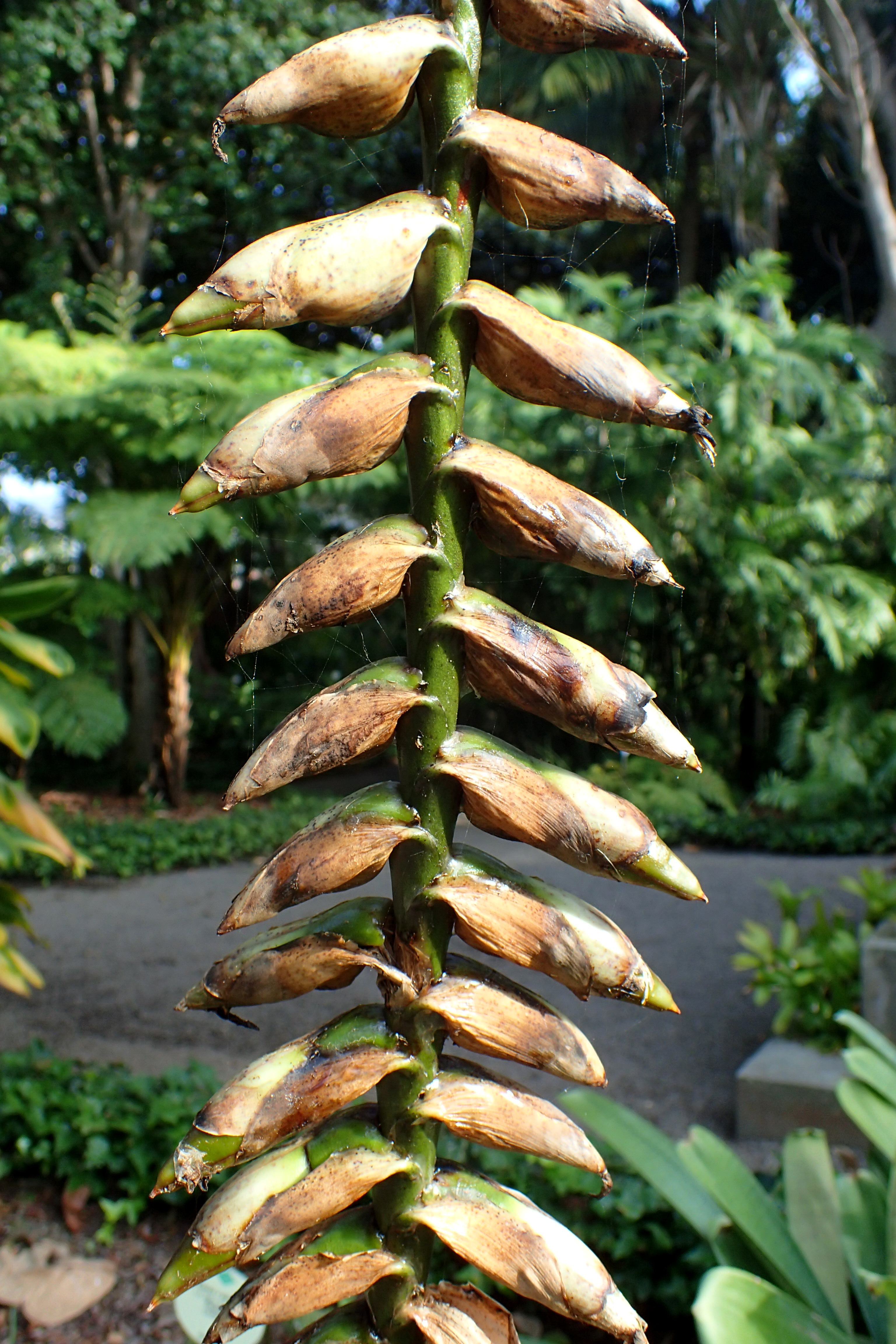
Vriesea fosteriana

Cicadaceae

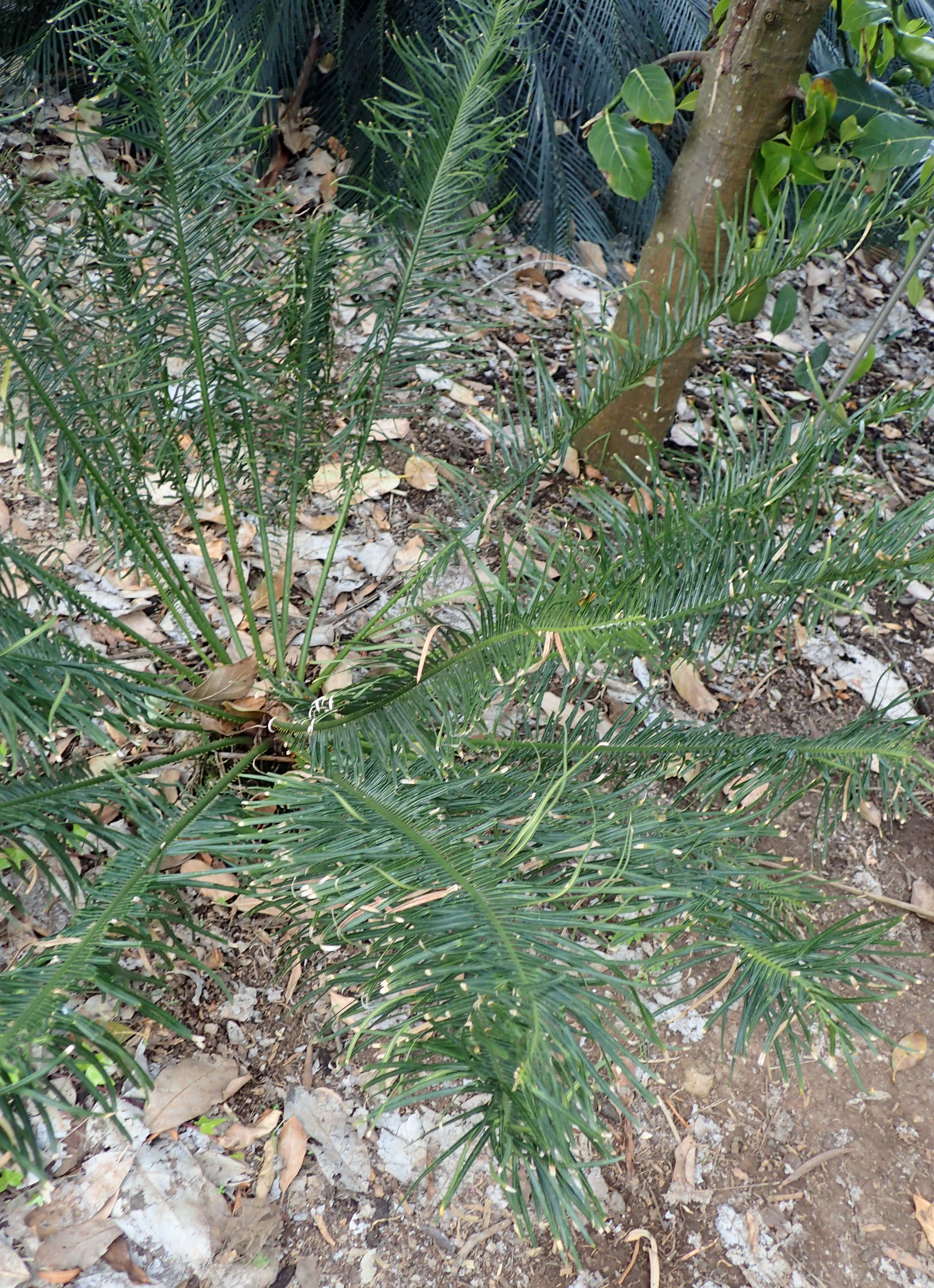
Cycas ophiolitica
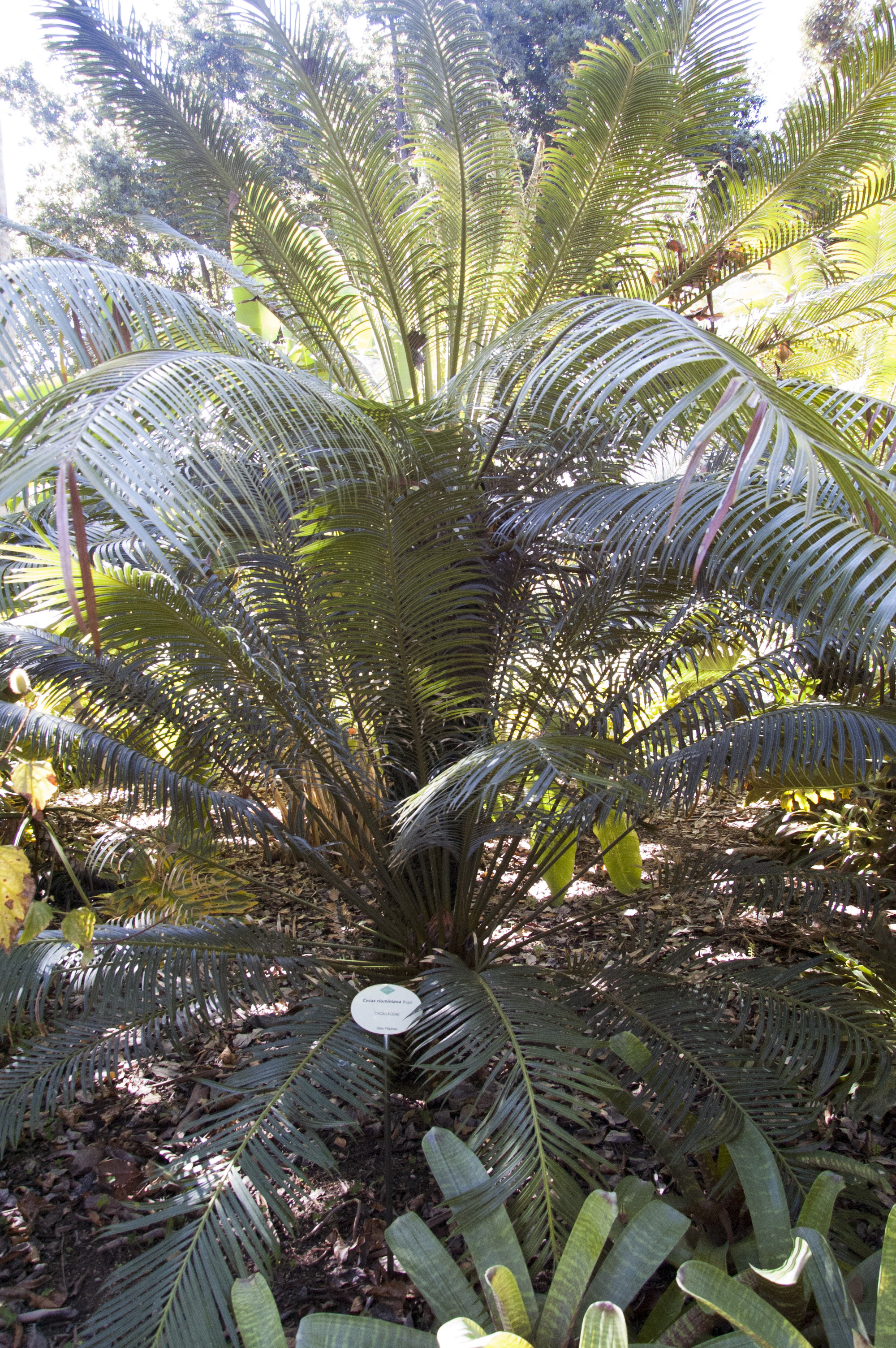
Cycas riuminiana
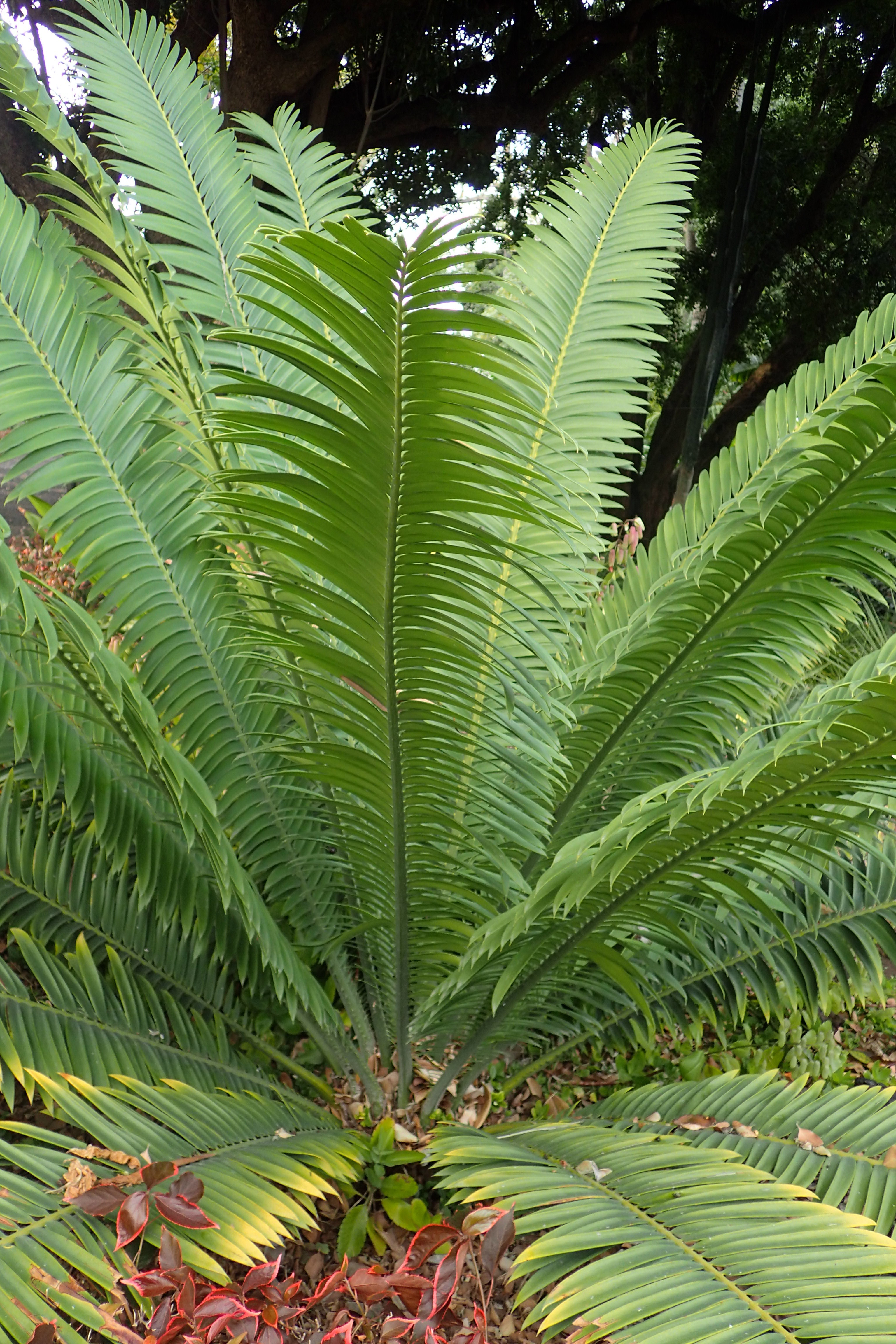
Encephalartos kisambo
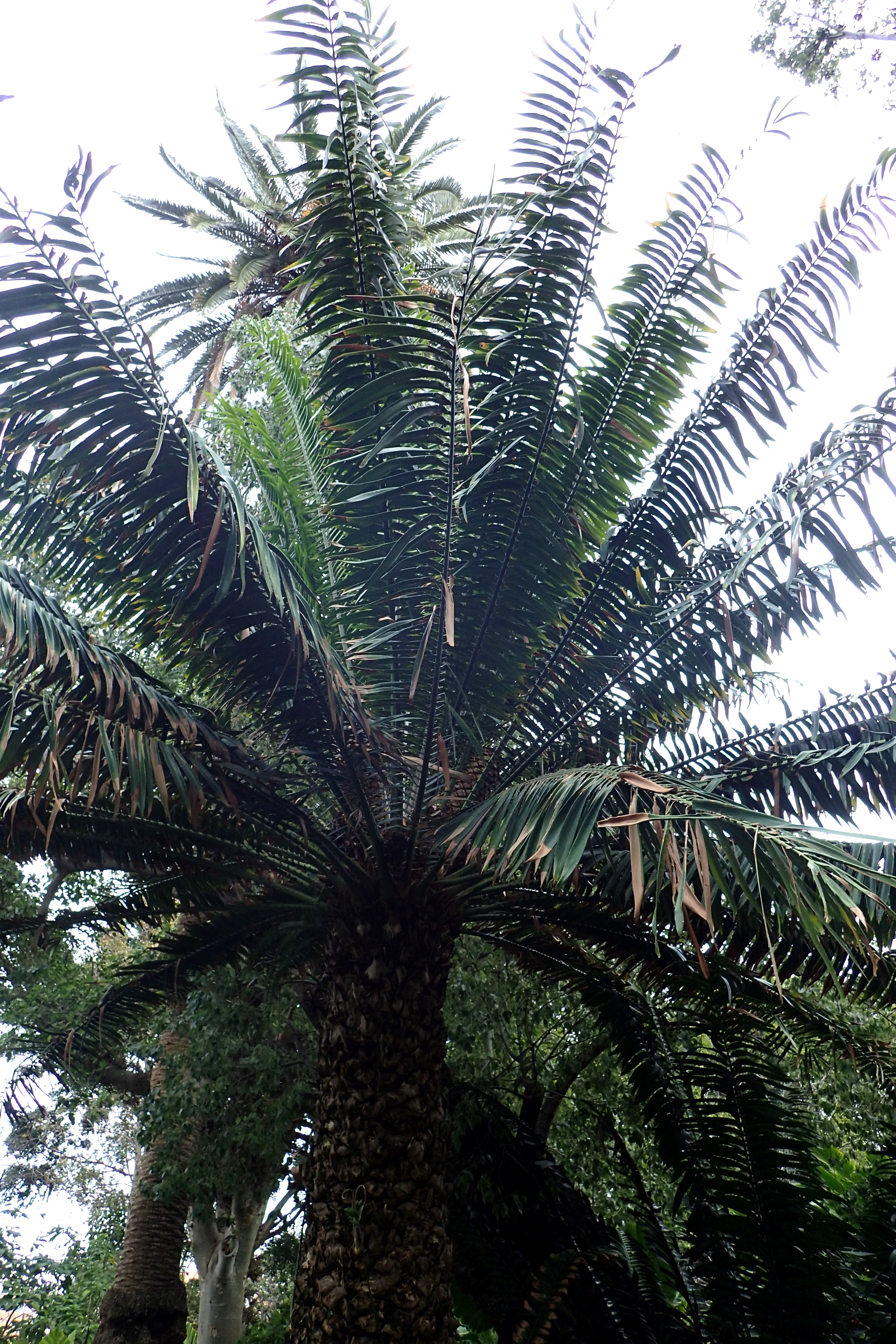
Encephalartos laurentianus
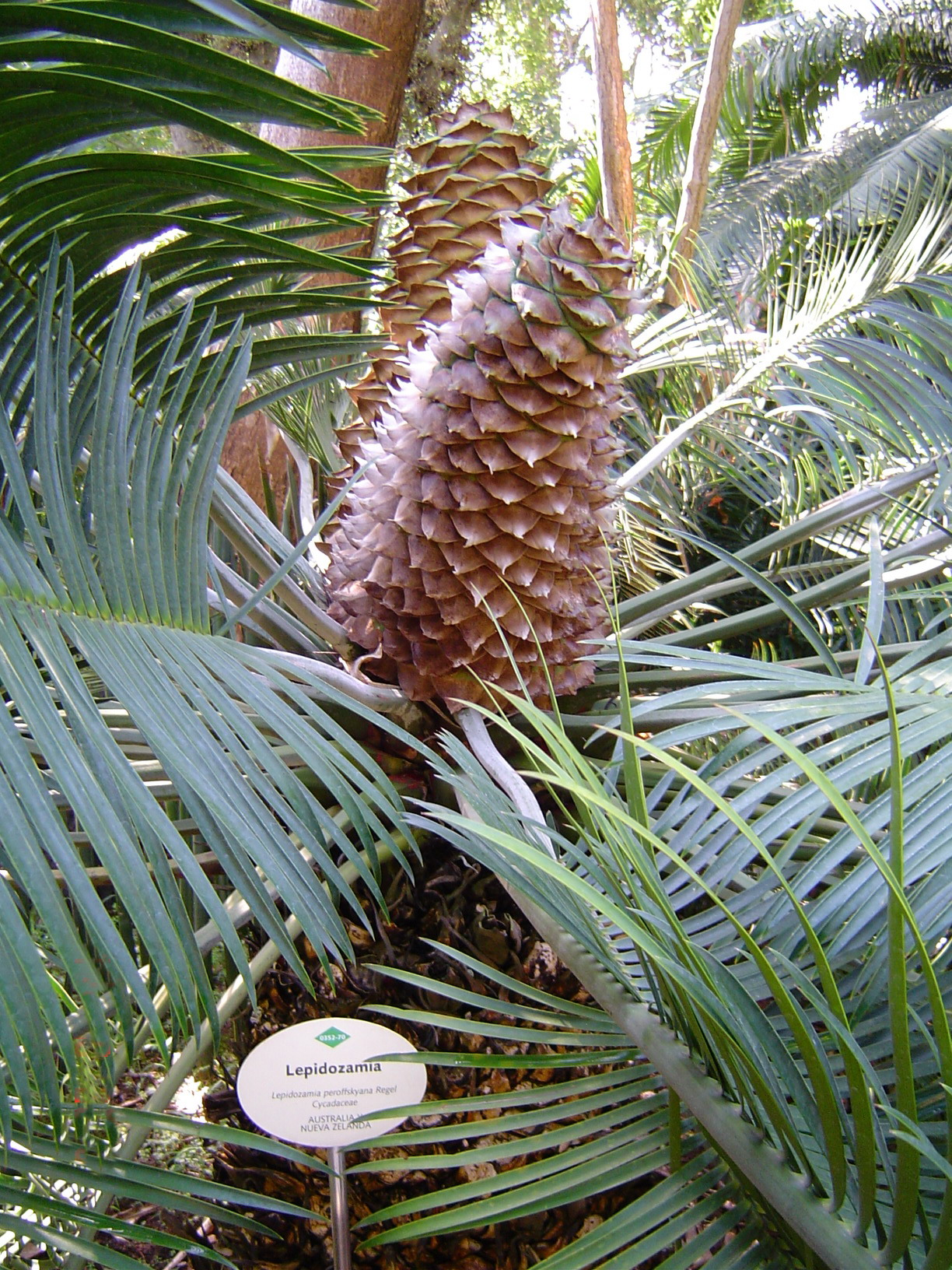
Lepidozamia peroffskyana

Araceae

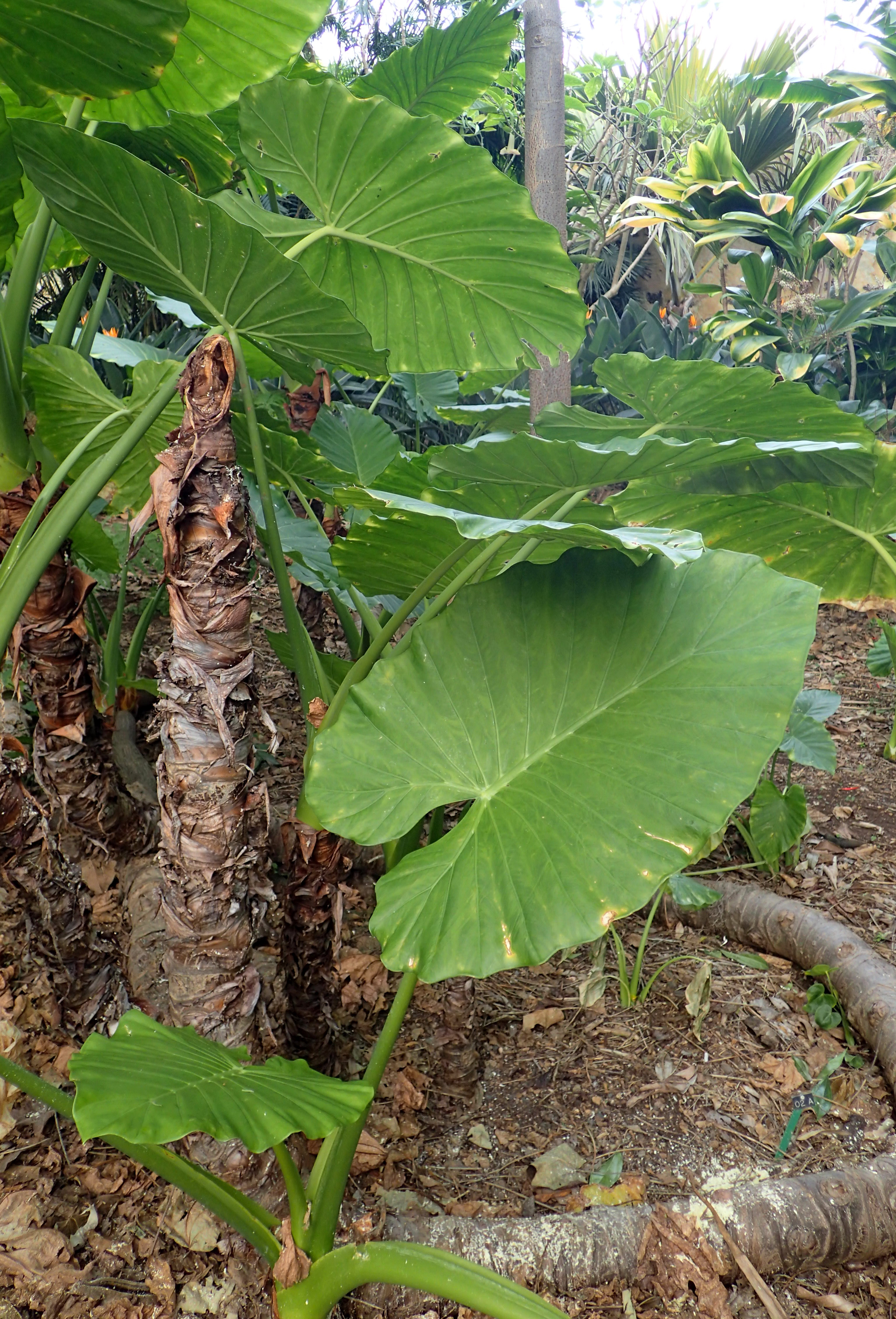
Alocasia odora
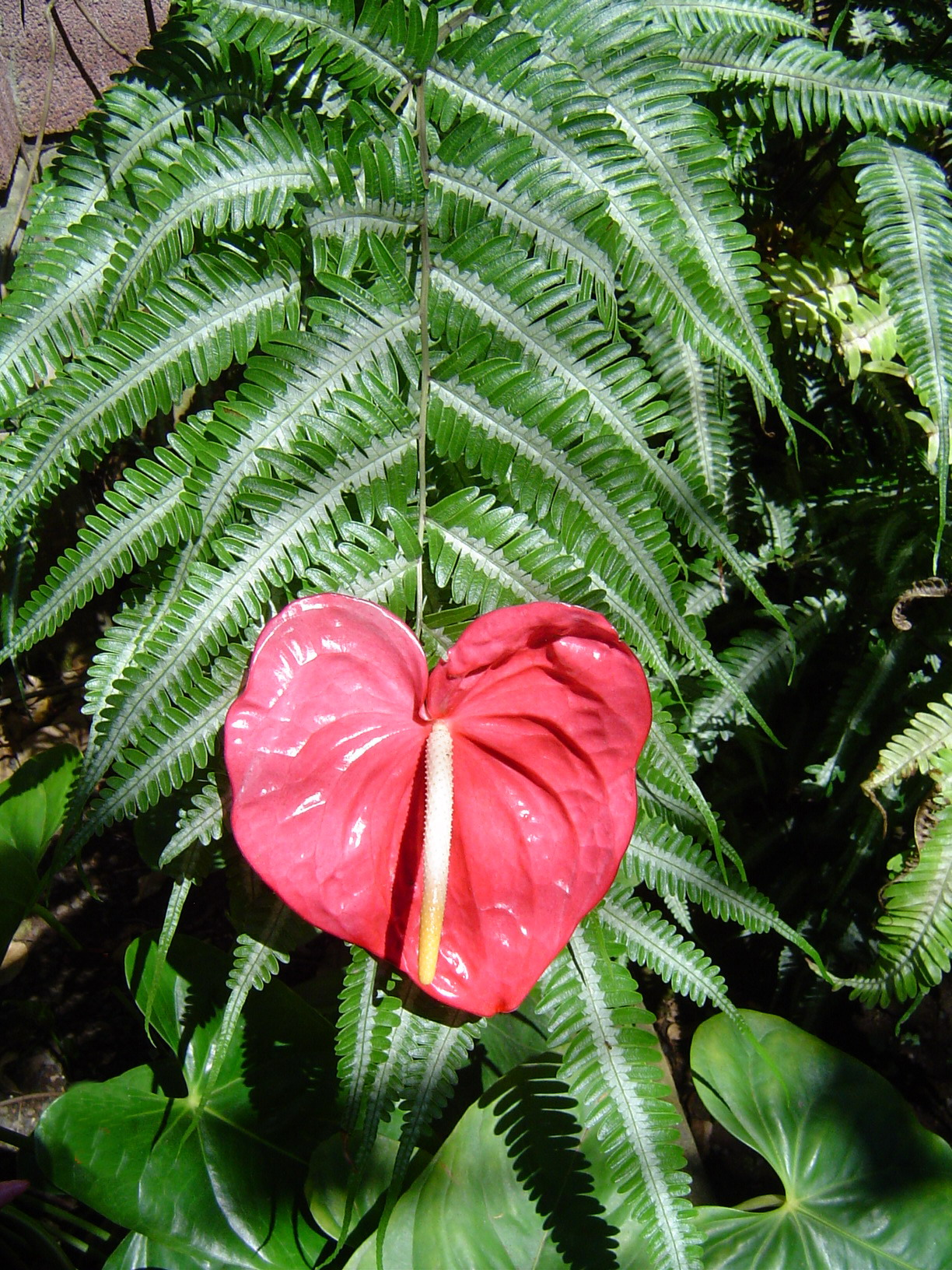
Anthurium sp.
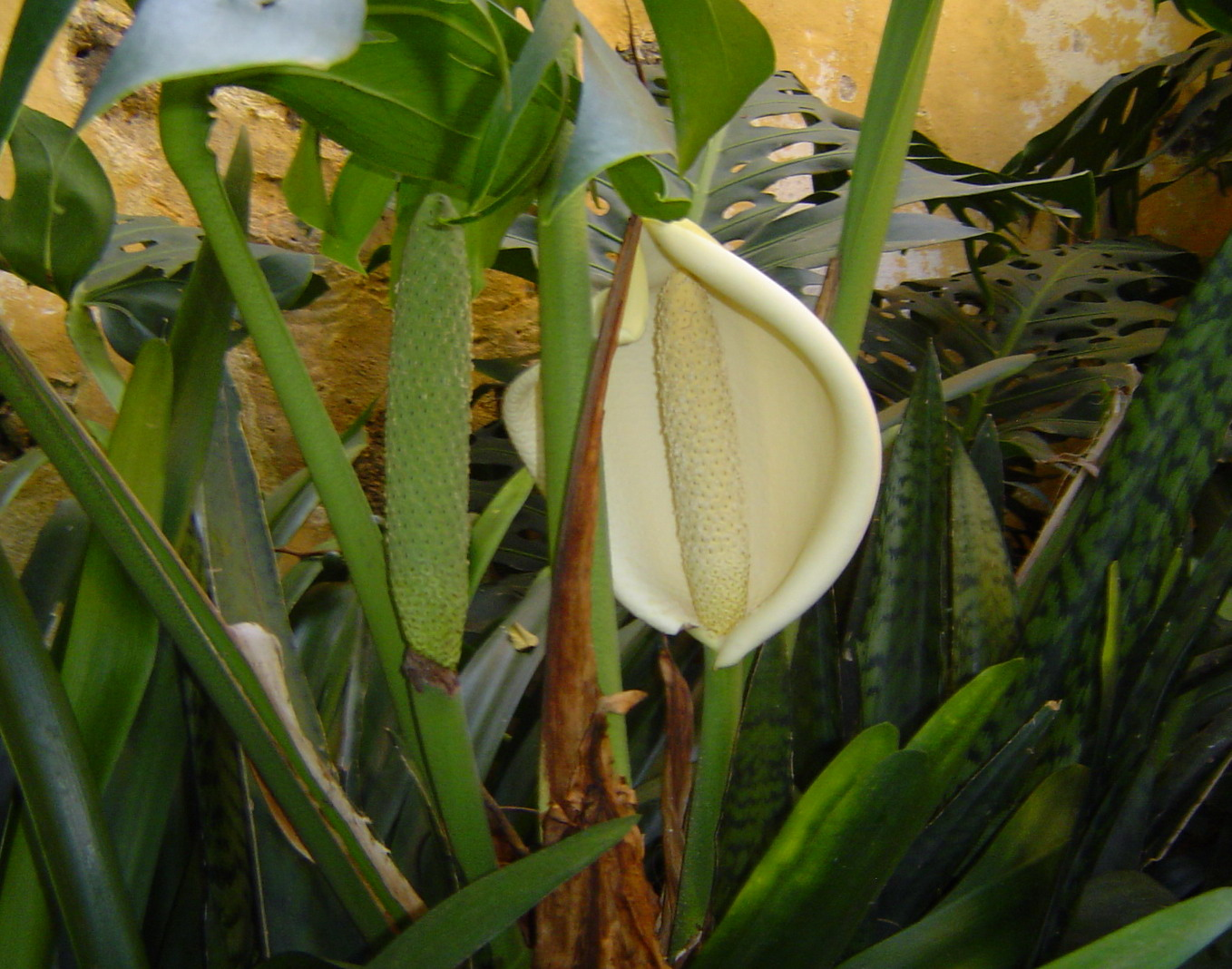
Monstera sp.
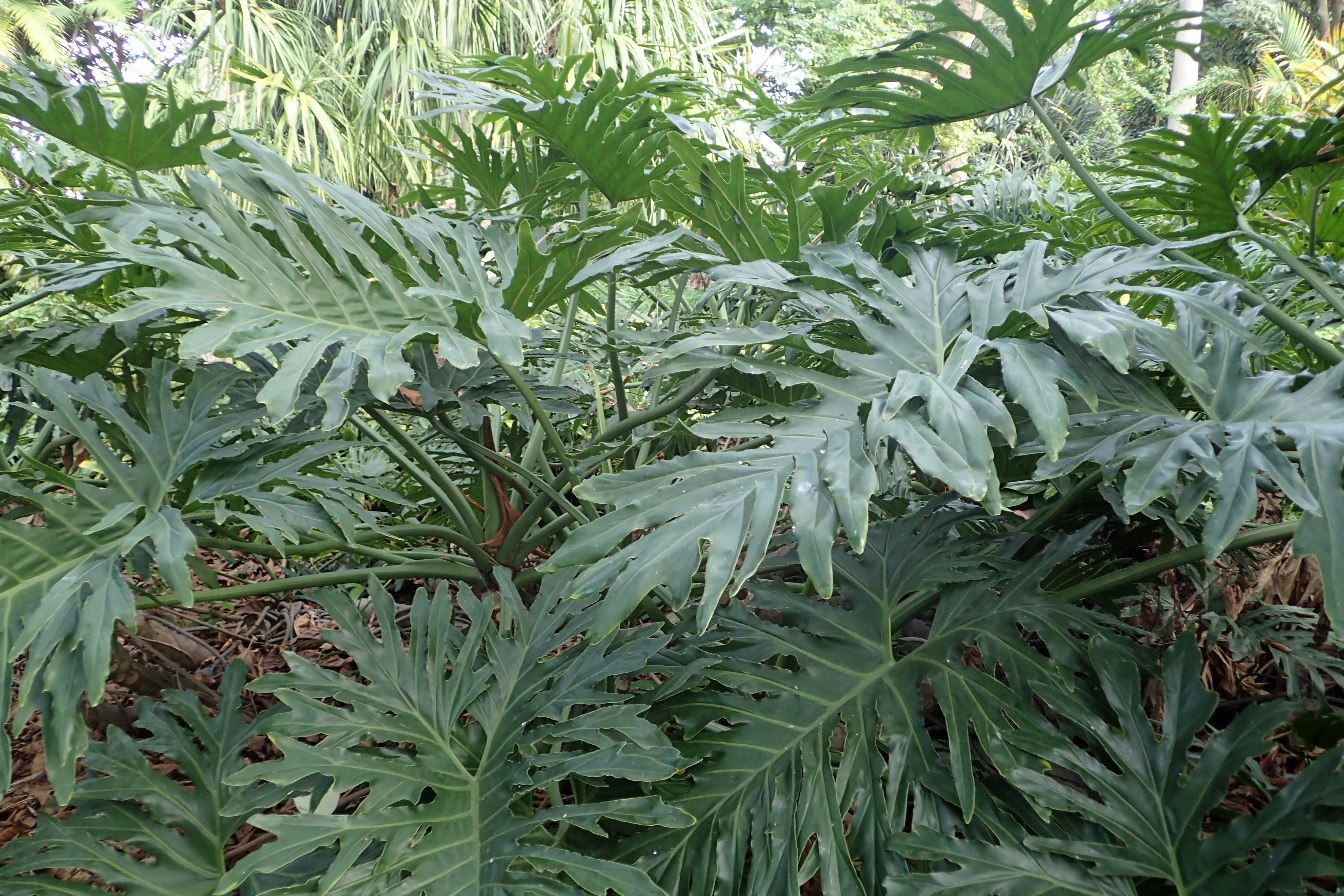
Philodendron bipinnatifidum
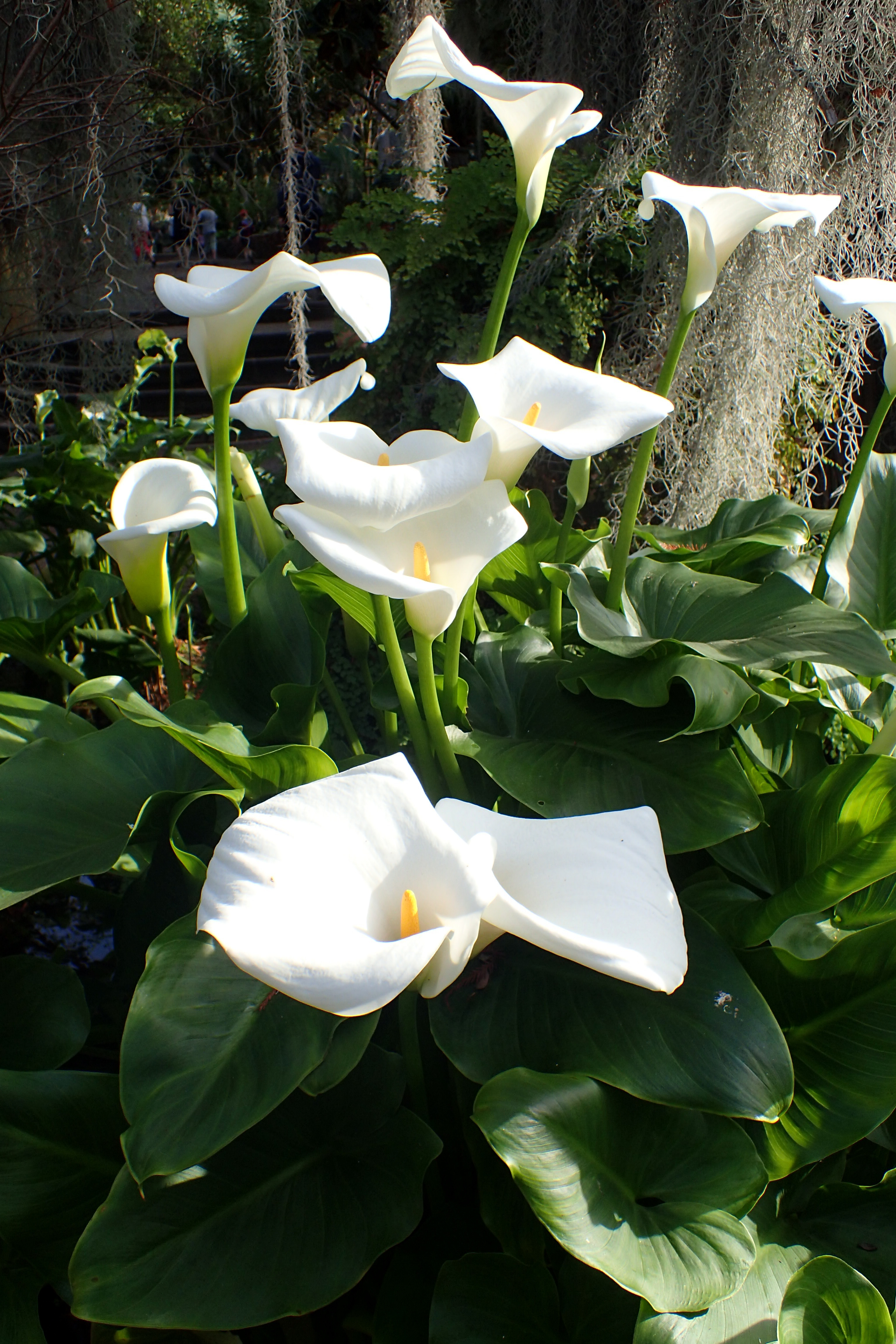
Zantedeschia aethiopica

Moraceae

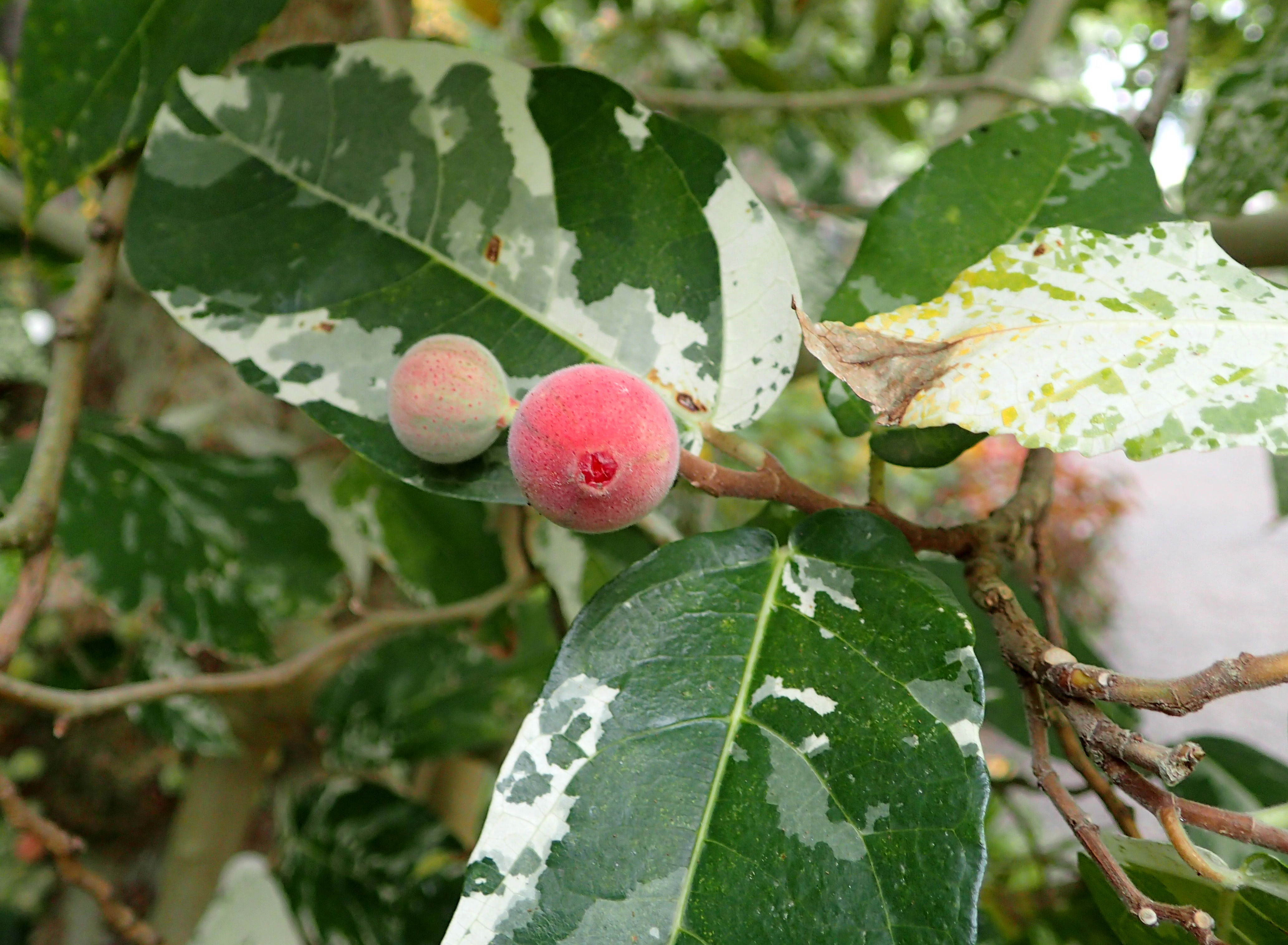
Ficus aspera
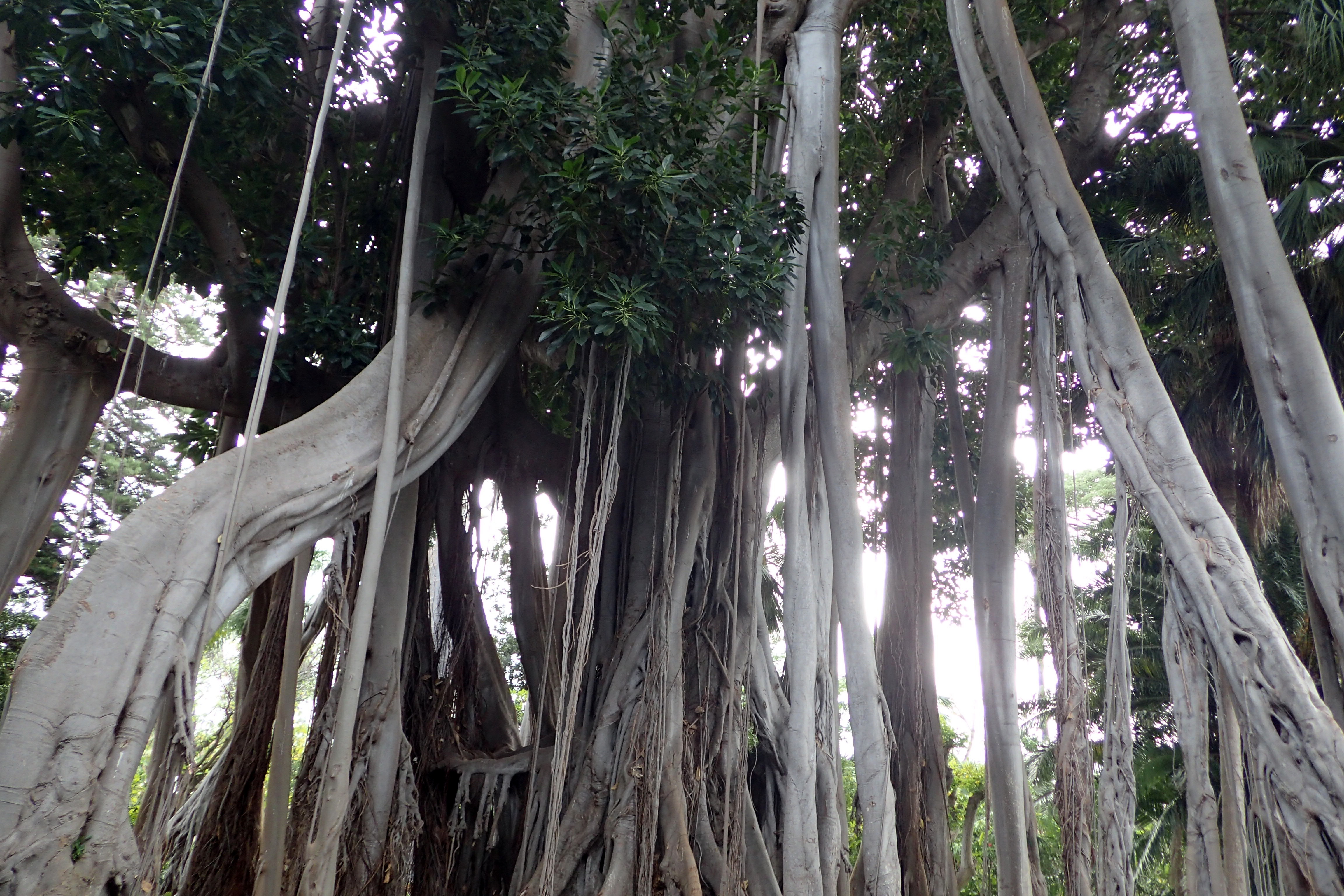
Ficus macrophylla
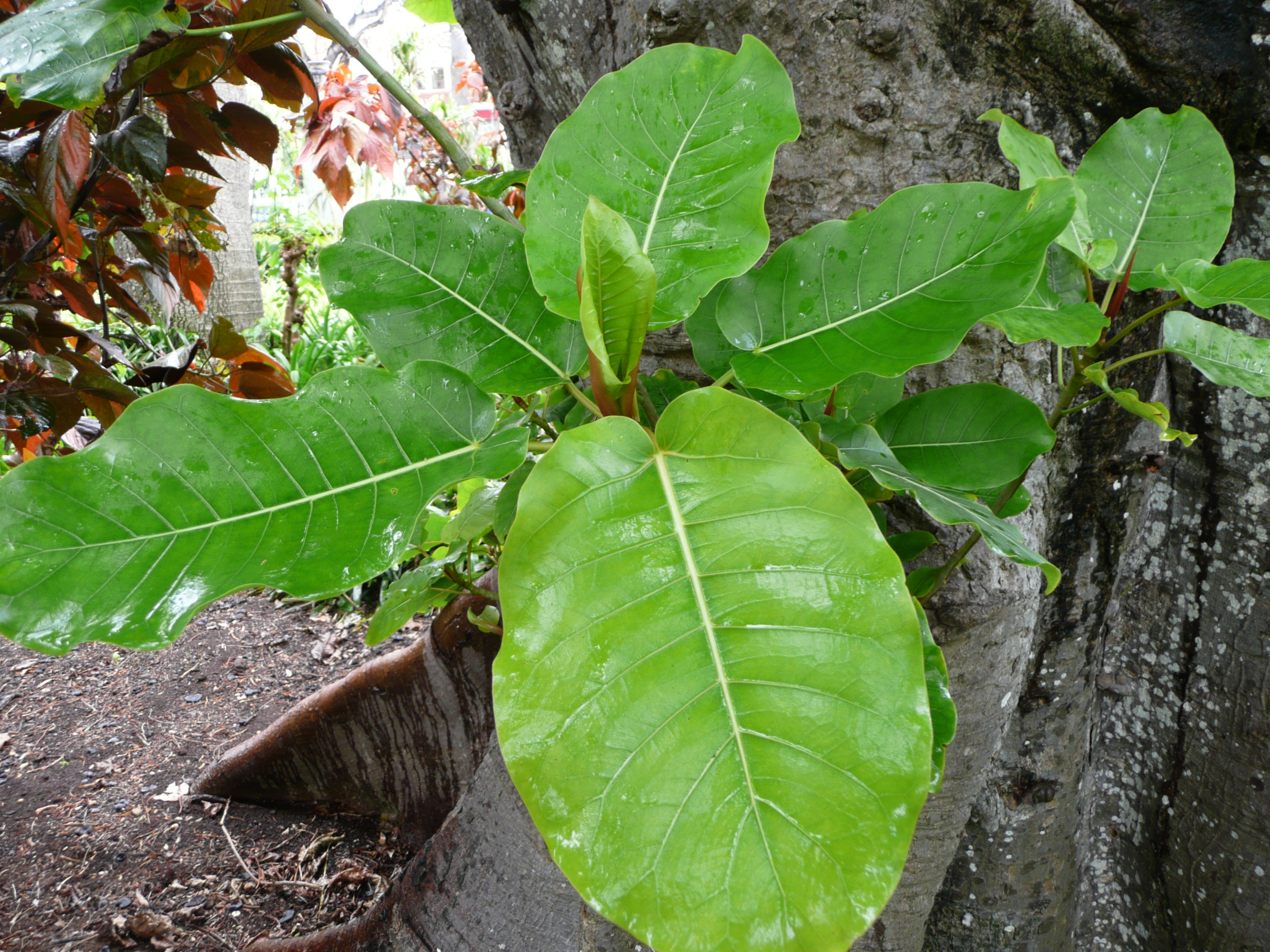
Ficus nymphaeifolia
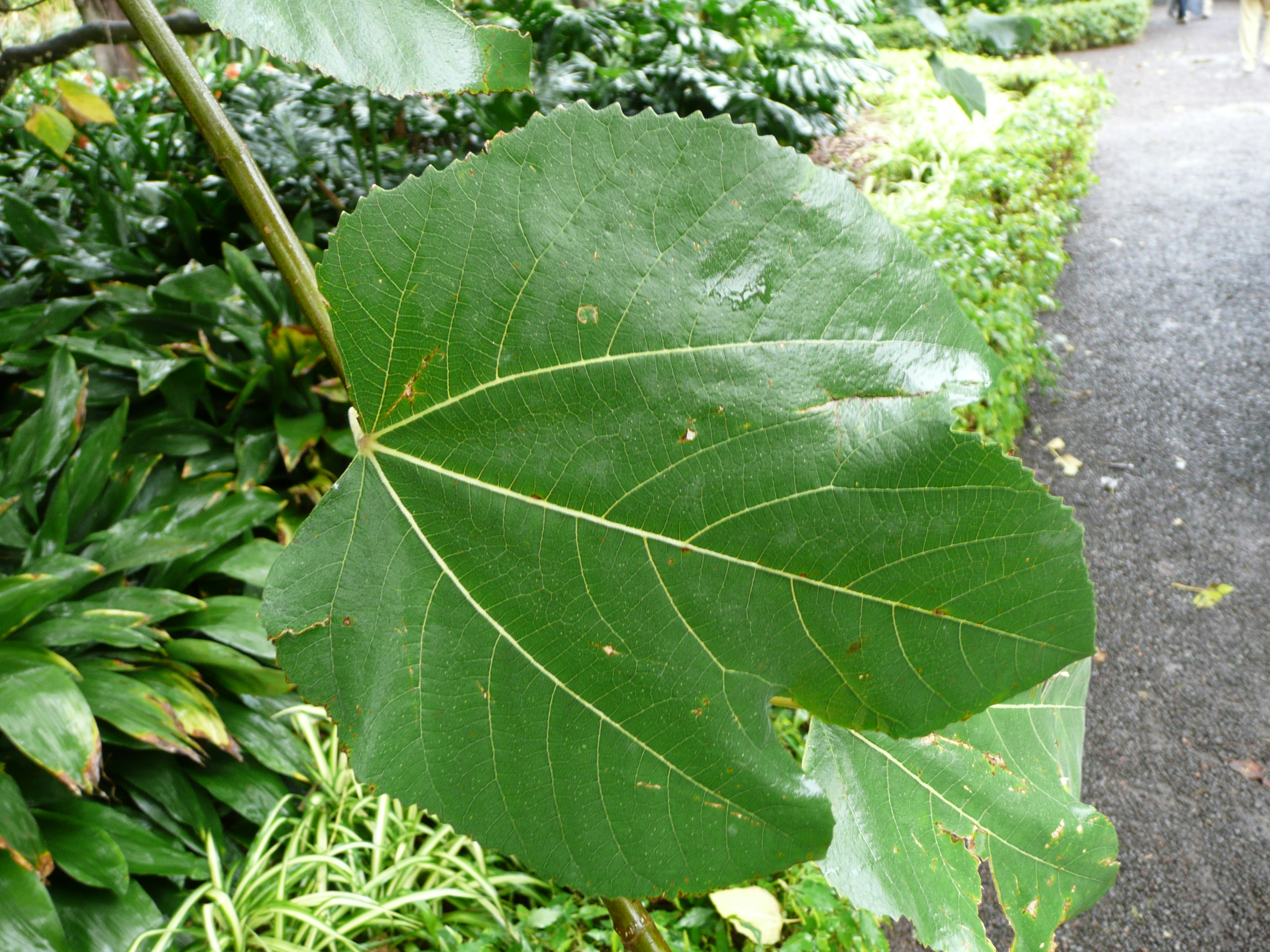
Ficus palmata
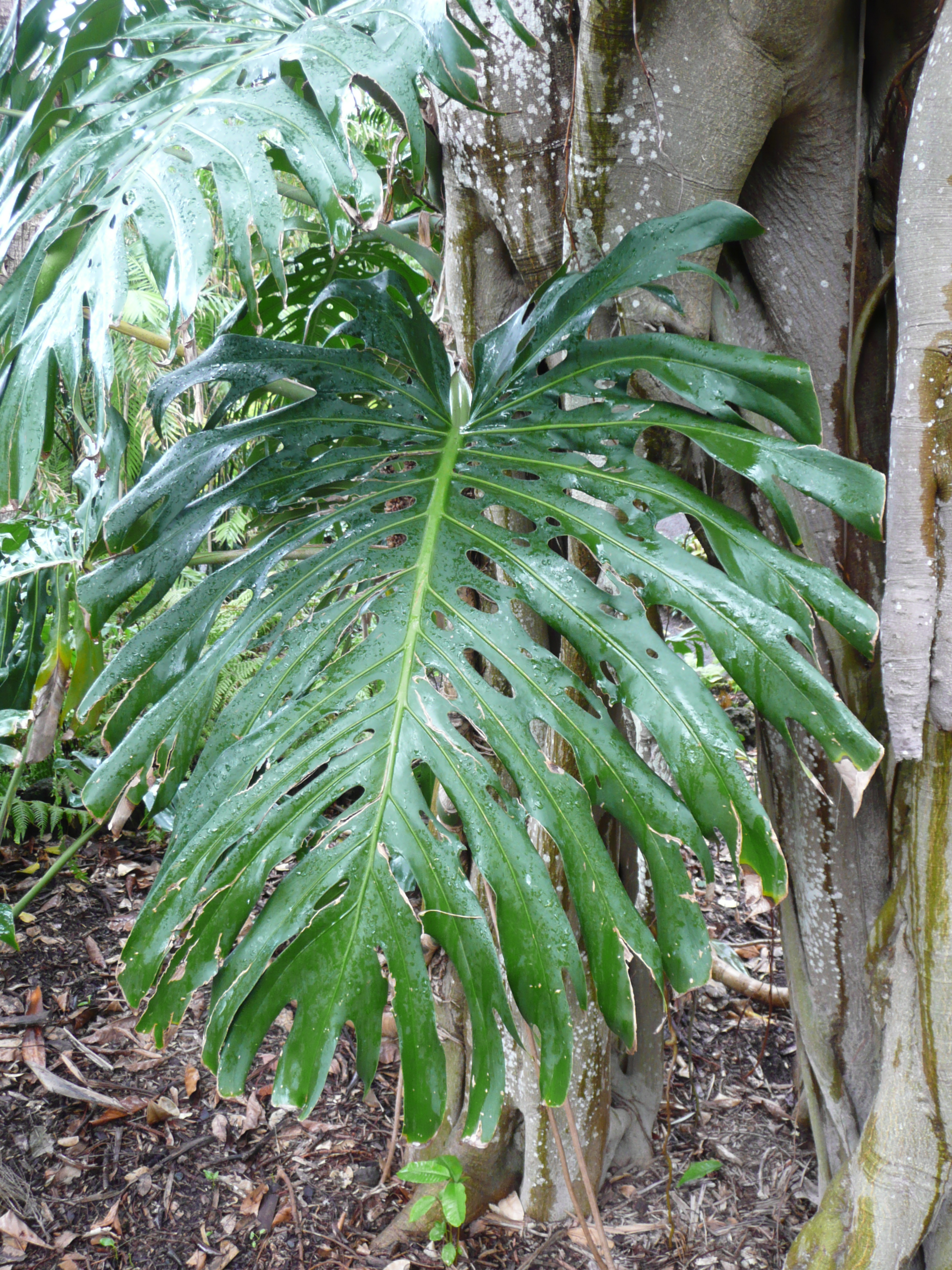
Ficus rubiginosa